# Czołhańszczyzna
Czołhańszczyzna (ukr. Човганщина) – zniesiona wieś na Ukrainie, obecnie część wsi Czernielów Ruski na Ukrainie w rejonie tarnopolskim należącym do obwodu tarnopolskiego.
Stanowi północną część wsi, położoną na prawym brzegu Hnizny (Czernielów Ruski właściwy stanowi południową, lewobrzeżną część).

## Historia
Dawniej odrębna wieś. Począwszy od XIX wieku stanowiła gminę jednostkową w Bezirk Tarnopol, liczącą w 1854 roku 370 mieszkańców; od 1867 w powiecie tarnopolskim.
W II Rzeczypospolitej gmina w powiecie tarnopolskim województwa tarnopolskiego. W 1921 roku liczyła 424 mieszkańców. W 1934 utworzyła gromadę Czołhańszczyzna w nowej zbiorowej gminie Borki Wielkie.
Po II wojnie światowej w ZSRR, gdzie została połączona z Czernielowem Ruskim.